# Karol Turk
Karol Turk, slovenski policist in veteran vojne za Slovenijo, * 30. julij 1960, Celje.
Turk je direktor Policijske uprave Maribor od 15. januarja 2007.